# أندي بلاك
أندي بلاك (بالإنجليزية: Andy Black)‏ (23 سبتمبر 1917 إستيرلينغ المملكة المتحدة - 16 أكتوبر 1989 إستيرلينغ المملكة المتحدة) هو لاعب كرة قدم بريطاني.

## مسيرته الكروية
لعب أندي بلاك خلال مسيرته الاحترافية مع 3 أندية في ثلاثة عشر موسمًا وسجل خلالها 187 هدف ضمن 372 مباراة. ولم يفز بأي موسم بالكأس أو بالدوري.
خاض أندي بلاك مسيرته مع نادي هارت أوف ميدلوثيان في موسم 1934–35 ليلعب معه ستة مواسم، مشاركًا في 139 مباراة سجل خلالها 102 هدف. ثم انتقل إلى نادي مانشستر سيتي في موسم 1946–47 ليلعب معه أربعة مواسم، حيث شارك في 139 مباراة سجل خلالها 47 هدفًا. لينتقل بعدها إلى نادي ستوكبورت كونتي في موسم 1950–51 واستمر معه طيلة ثلاثة مواسم، مشاركًا في 94 مباراة سجل خلالها 38 هدفًا.

## روابط خارجية
- أندي بلاك على موقع قاعدة بيانات كرة القدم.إي يو (الإنجليزية)
- أندي بلاك على موقع ناشيونال فوتبول تيمز (الإنجليزية)